# Kateřina Emingerová
Kateřina Emingerová (v matrice narozených jako Catharina Maria Barbara; 13. července 1856 Praha-Nové Město – 9. září 1934 Praha) byla česká spisovatelka, klavíristka, skladatelka a pedagožka.

## Životopis
Narodila se v hudební rodině pražského právníka a tenoristy Johanna Emingera (1826–1876) a jeho manželky, klavíristky Julie rozené Mužíkové (1828). Měla tři sourozence: Helenu (1858–1943) malířku a grafičku, Julii (1860) učitelku a Prokopa (1864) právníka.
Kateřina studovala v Praze u Josefa Jiránka (1806–1882), Karla Slavkovského, Jana Ludevíta Procházky, Jindřicha Kaana a v Berlíně v letech 1882–1883 u Karla Heinricha Bartha (1847–1922). Klavírní studia završila státní zkouškou. Svůj první sólový koncert měla 25. 3. 1876 v koncertním sále Konvikt. Skladbu studovala soukromě u Zdeňka Fibicha a Vítězslava Nováka. Kromě sólového vystupování se od roku 1872 uplatňovala jako korepetitorka a interpretka komorní hry. Vystupovala např. s Antonínem Bennewitzem, Ferdinandem Lachnerem, Otakarem Ševčíkem a Aloisem Nerudou.
V 70. letech 19. století začala skládat taneční hudbu, zejména polky, které byly populární na pražských plesech. Komponovala také pro orchestr, komorní soubory, sbor a sólový hlas. V roce 1890 začala pracovat na pražské konzervatoři, nejprve jako studentská korepetitorka – např. operních zpěváků Matyldy Mallingerové-Schimmelpfennigové, Antonína Karase Harfnera, Otilie Dvořákové-Novákové, Vilemíny Reisenauerové-Hájkové. Po roce 1911 jako profesorka klavíru a komorní hudby doprovázela Pavla Ludikara, Boženu Durasovou, Bedřicha Plaškeho, Magdu Dvořákovou. Do důchodu odešla v roce 1928.
Kateřina přednášela o hudbě, přednášky doplňovala klavírními a jinými ukázkami. Spoluúčinkovalo při nich např. České kvarteto, Pěvecké sdružení pražských učitelek, sbor Typografie, zpěváci Bedřich Plaške, Vilém Zítek, Jan Konstantin, Anna Slavíková-Jordánová, z klavíristů Jan Heřman, Anna Krčmářová.
Připravovala a vydávala tiskové sbírky starých českých skladatelů a na počátku 20. století začala přispívat do Ženského světa, Ženského obzoru, Evy a Nové ženy. Propagovala ženské skladatelky jako byly Fanny Mendelssohn-Bartholdyá, Augusta Holmès, Cécile Chaminadeová, Johanna Müller-Hermannová, Lisa Maria Mayerová, Ethel Smyth, Mary Lola Beranová-Stárková a Florentina Mallá. Také interpretky: Josefinu Duškovou, Claru Schumannovou, Eleonoru Ehrenbergovou, Vilemínu Clauss-Szarvadyovou, Annettu Josipovou, Teresu Carreño, Wandu Landowskou, Vivien Chartres a herečky Otilii Sklenářovou-Malou a Fanny Janouškovou.
Přispívala také články do hudebních časopisů Dalibor, Smetana a do českých novin, včetně Prager Presse, National Press a National Policy. Psala recenze na představení v Národním divadle, v opeře na Vinohradech, v České filharmonii, v Komorní hudební společnosti a na Pražské konzervatoři. Napsala také řadu esejů o hudební výchově dětí.
Její příspěvky jsou uloženy v knihovně a archivech Pražské konzervatoře, Muzea literatury, Národního muzea a Českého muzea hudby. V Praze II bydlela na adrese Křemencova 16.
Zemřela v Praze dne 9. září 1934 a byla pohřbena na Olšanských hřbitovech.

## Dílo[2]

### Hudební
- Skladby klavírní 2 ruční: Invence — Koncertní etuda — Upomínky — Sousedská — Mignonette-polka — Ni-polka — Sychrovský kvapík — Tarantella op. 4 — Polka melancholická — Valse mignonne
- Skladby klavírní 4 ruční: Sváteční pochod — Ukolébavka
- Skladby pro housle a klavír: Polonéza — Sonáta
- Písně pro hlas a klavír: An Dich (slova Maria Janitschek) — Das Weiss sie ja schon lange — Frühlingslied (Geibel) — Hvězda a naděje — Gute Nacht (Betty Paoli) — Mně zdálo se, žes' umřela (Vítězslav Hálek) — Dvě písně pro vyšší hlas: Ukolébavka (Jaroslav Vrchlický); Na mezi (Josef Václav Sládek) — Starosvětské písničky: Na poli; Pověz mi; Zpověď (J. V. Sládek) — Dvě písně pro vyšší hlas s průvodem klavíru: Jarní píseň; To věděl bych rád (J. Vrchlický) — Já hrála Chopina pro vyšší hlas a klavír (Růžena Jesenská) — Věř, pel na křídle motýla (J. Vrchlický) — Jak drahokam (J. Vrchlický) — Jen se dívej (J. Vrchlický) — Jung Werners Lied (J. W. Scheffel) — Lidé povídali (česká národní) — Liebeszauber — Mocnost očí (Ladislav Čelakovský) — Modlitbička (Wünsch) — Na nebi i na zemi — Dudák (J. V. Sládek) — Poutník (J. V. Sládek) — Kovářovic Andula (J. V. Sládek) — Tys jako nebe snivá (J. V. Sládek) — Večerní píseň — Princezna pampeliška, barytonová árie s klavírem na slova stejnojmenné hry Jaroslava Kvapila
- Písně pro dva hlasy s klavírem: Tři národní písně české pro soprán a alt: Pochybnost a láska; Holubička s poselstvím; Škoda nahrazená — Ráda bych (nedokončeno) — Dvojzpěvy pro ženské hlasy soprán a alt: Ráda bych; Když jsem nebyl doma (české národní písně) — Hvězda a naděj (Eliška Krásnohorská)
- Sbory ženské: Čtyři čtverozpěvy pro ženské hlasy bez průvodu klavíru: Pozdrav jarní (vlastní slova); Jediný (česká národní píseň); Kovářovic Andula (J. V. Sládek); Obrázek milého (moravská národní píseň) — Dvojzpěvy pro ženské hlasy soprán a alt: Ráda bych; Když jsem nebyl doma (české národní písně) — Svatvečer: pro čtyři ženské hlasy (Marie Kalašová)
- Sbory mužské: Pochodně sem! Pro čtyři mužské hlasy (Č. Ostravický) — Snoubencům pro čtyři hlasy (M. Šedlbaurová) — Žertovné sbory pro čtyři mužské hlasy: Rekrut (K. Mašek); O diže (O. Přikryl)
- Sbory smíšené: O salutaris hostia
- Skladby orchestrální (původně pravděpodobně pro klavír, instrumentace asi jiní autoři, prováděno na tanečních zábavách, respektive poprvé většinou na veřejných zkouškách k pražským plesům): Upomínky (polka) — Rusalka (polka) — Jiskry (kvapík) — Vzletem (Kvapík) — Zefyrem (kvapík) — Mignonette (polka) — Josefínský kvapík — Sychrovský kvapík — Slovanská kytice (čtverylka) — Lesní báje (čtverylka) — Valčík — Vzpomínky na zámek Eisenberg (čtverylka) — Tarantella

### Literární

#### Knižní
- O klavírních skladbách starých českých mistrů: přednáška – Praha: Ženský obzor, 1905
- Republikánské vlivy v hudebním umění – Praha: vlastním nákladem, 1919
- Bedřich Smetana: dvě přednášky – 1. Jeho život a dílo, 2. Jeho korespondence. 1922
- Karel J. Barvitius – Praha: Barvitiova edice, 1923
- Obrázky ze staré hudební Prahy: přednášky z let 1921–1922 – Praha: Český čtenář, 1924

#### Články v časopisech
- Dalibor: O pěstování hudebního sluchu — Zpěvní studie — Další úvahy o zpěvu — K prvnímu provedení Beethovenovy hudby k baletu „Prométheus“ — Mezi prvním a posledním vydáním Beethovenových sonát — Praha – původiště kritické činnosti K. M. z Webrů — Nové směry ve vyučování hře na klavír — Jiří Benda a jeho klavírní sonáty a sonatiny — Zpěvná Morava — Elišce Krásnohorské – libretistce Smetanově k 75. narozeninám — Z „Pamětní knihy pěveckého sdružení pražských učitelek“ — Moderní hudba a lid — Ludvík van Beethoven (přednáška)
- Hudební revue: Berlioz v Praze (z cyklu „Praha a hudební mistři“, k 40. výročí Berliozova úmrtí)
- Smetana: Ženy v tvorbě Smetanově — Jak se dříve hrávalo na klavír
- Ženský svět: Klára Schumannová — Vdova Richarda Wagnera — Tré slavných pianistek I. (Vilemína Klaussová-Szarvádyová) — Tré slavných pianistek II. (Annetta Josipova) — Tré slavných pianistek III. (Teréza Careňo) — Mé první setkání s paní Otilií Sklenářovou-Malou — Několik osobních vzpomínek na mistra Antonína Dvořáka — Fanny Janoušková — Zapomenutá skladatelka (Fanny Mendelsohn-Bartholdy) — Mozart a ženy — Za Marií Petzoldovou-Sittovou — Panna Kometová (ku sté ročnici narozenin Kateřiny Podborské) — Vanda Landovská (k renaissanci hry klavírní) — Sestry Chopinovy. K oslavě 100. ročnice skladatelových narozenin — O „zázračných“ dětech hudebních — Dojmy z Dánska — O nových rhytmických metodách hudebních — Letmo Holandskem — O vývinu zpěvohry se zvláštním zřetelem na naši zpěvohru (přednáška) — Pražská přítelkyně Mozartova (K 130. výročí premiéry Mozartova „Dona Juana“ v Praze) — Žena v reprodukci české zpěvohry — U matky generála Štefánika — Žena v hudbě — Žena v dramatické tvorbě Smetanově (K 100. ročnici narozenin mistrových) — Beethoven-Tomášek — O české hudební vydání (klavírní tvorby)
- Zvon: Copánek (o W. A. Mozartovi) — Český skladatel – Příznivec Mozartův (Mysliveček) — České styky Bedřicha Chopina (na paměť 100. roč. narozenin skladatelových) — Andělská hudba — O přátelství dvou hudebních geniů (K centenariu narozenin Lisztových) — Mozartiana v Čechách — V chaloupce Laubově — Křížek královny Dagmar — Smetanovu „Daliboru“ k 50. narozeninám — O našich starých kantorech (Rodina Hřímalých) — Záchrana našich hudebních památek
- Cyril: Dr. Dvořák a chrámová píseň
- Ženský obzor: O klavírních skladbách starých českých mistrů — Bedřich Smetana „Má vlast“ – přednáška — Giusseppe Verdi — Z dopisů Elišky Krásnohorské — P. I. Čajkovskij (přednáška) — Umělec a hudba (o A. Rubinsteinovi) — První Smetanova Mařenka (K stému výročí jejích narozenin)
- Hudební výchova: Hra na klavír a zdravověda — Prázdninové vzpomínky (o klavíru) — František Schubert
- Za hudební výchovou (Plzeň): Úvaha o základech hudební výchovy
- Národní kultura: Jiří Benda (K 200. roč. jeho narozenin) — O zpěvohrách Smetanových — Václav Jan Tomášek (K 150. výročí jeho narozenin) — F. Chopin
- Hudební besídka: V. J. Tomášek — O Jiřím Bendovi (K 150. výročí prvního provedení jeho melodramatu „Ariadna na Naxu“)
- Časopis Společnosti přátel starožitností českých v Praze: Škroupův „Dráteník“ (na 100letou paměť jeho premiéry dne 2. února 1826)
- Hudba a škola: O dědičném hudebním nadání v rodinách našich českých učitelů (Brixi, Dusík)
- Škola a rodina: Antonín Dvořák (přednáška na paměť 25. výročí smrti mistrovy) — Jak se v Čechách hrálo a hraje až dosud na klavír (přednáška) — Goethe a náš skladatel Tomášek — O českém slavíku – Jindřišce Sonntagové — Bedřich Smetana jako hudební referent
- Nová žena: Hudba a žena (předneseno v moravsko-ostravském rozhlase)
- Česká hudba: Vzpomínání
- Za hudebním vzděláním: Eliška Krásnohorská skladatelkou — Karel Maria z Webrů (Přednáška)
- Československé divadlo: O zapomínaných prvních průkopnících Smetanových

#### V denním tisku
- Prager Presse: Unsere alten Kantoren — Die erste tschechische Theatersängerin — Berlioz in Prag
- Tribuna: Mé vzpomínky na mistra Smetanu
- Venkov: Žena v hudbě
- Národní listy fejetony: Giuseppe Verdi — Edvard Grieg — Hektor Berlioz — Mozart a Praha (ke 150. ročnici narozenin skladatelových) — Tiché jubileum českého umělce (o Karlu ze Slavkovských) — První přednáška Češky o naší hudbě v Paříži — Hudba a hudebníci při dvoře Rudolfa II v Praze — O zapomenutém českém skladateli (J. L. Dusík) — Z pražských sbírek soukromých — Z hudební staré Prahy — Na kůru svatovojtěšském

#### Edice
- Výběr klavírních skladeb starých českých mistrů – F. Dušek, L. Koželuh, J. L. Dusík, V. J. Tomášek, J. H. Voříšek. Praha: K. J. Barvitius, 1918
- České sonatiny I  pro klavír na 2 ruce – F. Dušek, J. Mysliveček, J. Vaňhal. Praha: K. J. Barvitus, 1919
- České sonatiny II pro klavír na 2 ruce – J. Benda, J. Mysliveček, anonymus, L. Koželuh, J. L. Dusík. Praha: K. J. Barvitius,
- Třicet snadných etud – K. Černý. Praha: K. J. Barvitius, 1922
- Maličkosti pro klavír – Z. Fibich; upravila. Praha: F. A. Urbánek
- 50 hlasových cvičení op. 9 (podle metody L. Doetscherové) – Giuseppe Concone (1810–1861). Praha: Orbis, 1950
- Šumavské dojmy op. 3, cyklus 8 náladových skladeb – Dalibor C. Vačkář. Praha: K. J. Barvitius, 1926